# 8. Parteitag der Kommunistischen Partei Kubas

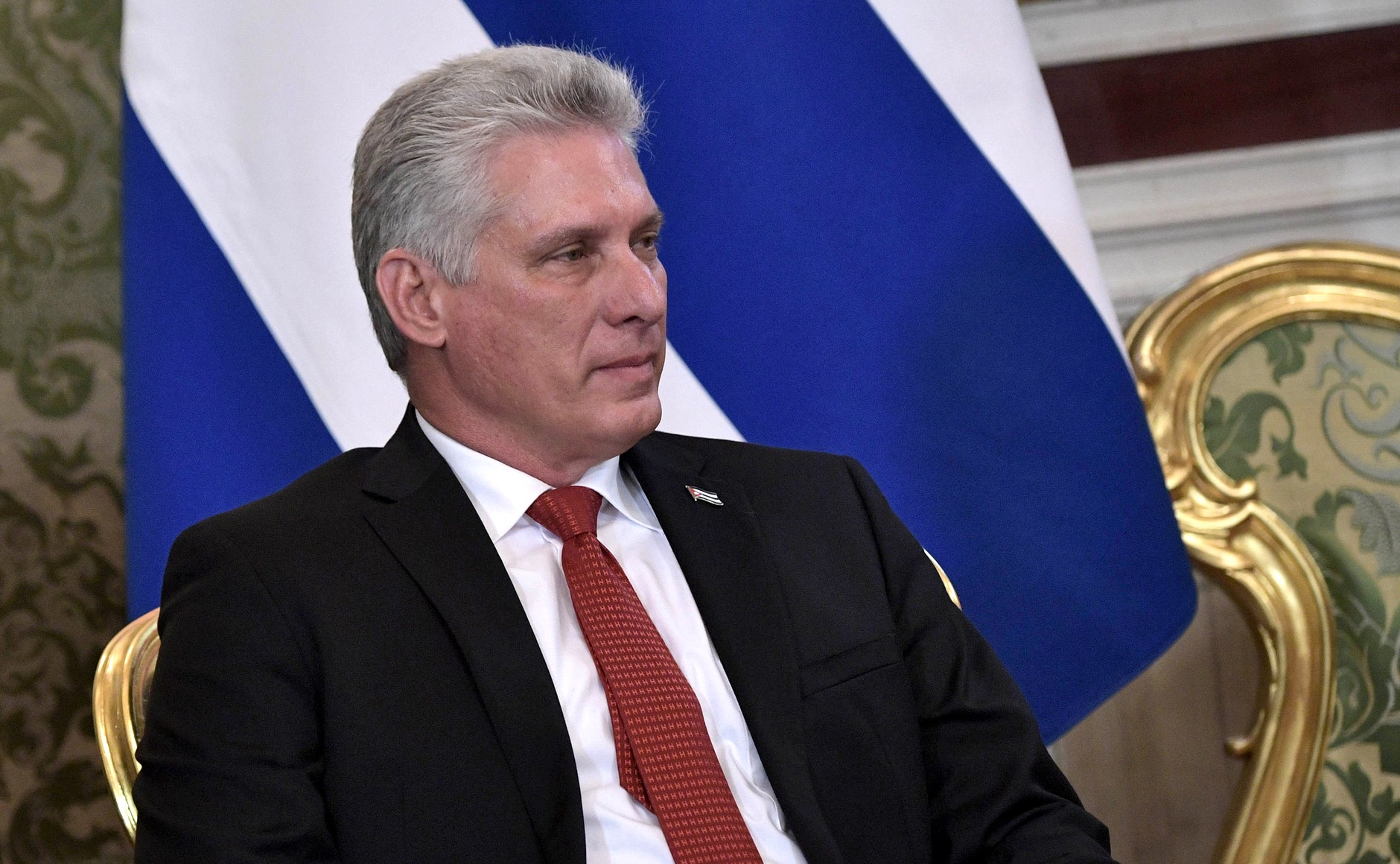
Miguel Díaz-Canel wurde zum Vorsitzenden der PCC gewählt.

Der 8. Parteitag der Kommunistischen Partei Kubas (PCC) wurde vom 16. bis zum 19. April 2021 wegen der COVID-19-Pandemie mit 300 statt den sonst über 1000 anwesenden Delegierten abgehalten.

## Entscheidungen des Parteitags
Auf dem Parteitag wurde der Parteivorsitzende Raúl Castro auf eigenen Wunsch von Miguel Díaz-Canel abgelöst, der zuvor schon das Amt des Staatschefs von Raúl Castro übernommen hatte. Die Wahl Canels teilte die Partei per Twitter mit. Canel kündigte an, sich weiterhin bei allen strategischen Entscheidungen mit Castro beraten zu wollen. Das Politbüro der PCC wurde von 145 auf 114 Sitze verkleinert.
Es wurden auch weitere Positionen ausgewechselt.
Nicht mehr vertreten sind:
- Marino Murillo (aufgrund heftiger Kritik durch Raúl Castro)
- José Ramón Machado Ventura

Hinzugekommen sind:
- Manuel Marrero Cruz
- Lázaro Álvarez Casas
- Luis Rodríguez López-Calleja
- Gladys Martínez Verdecia

## Trivia
Der VIII. Parteikongress war der erste der PCC, dessen Dokumente jegliche Bezugnahme auf den Marxismus-Leninismus vermieden. Erstmals fehlten die Abbildungen von Marx, Engels und Lenin auf der Bühnenwand des Kongresssaales.